# Варенцов, Валерий Константинович
Валерий Константинович Варенцов (род. 26 апреля 1942 года) — советский учёный, профессор, доктор технических наук, член-корреспондент РАЕ. Ведущий научный сотрудник Института химии твердого тела и механохимии (ИХТТМ) СО РАН.

## Биография
В 1964 году окончил Новочеркасский политехнический институт по специальности «Технология электрохимических производств» и был направлен в Институт физико-химических основ переработки минерального сырья АН СССР (Новосибирск).
В 1971 году Варенцов защитил кандидатскую диссертацию: «Физико-химические свойства ионообменных мембран и особенности их строения», а в 1990 — докторскую: «Электрохимические процессы и аппараты с объемно-пористыми проточными электродами для извлечения металлов из разбавленных растворов».
В сферу научной деятельности Валерия Варенцова входит: создание теоретических основ технологических процессов и электрохимических реакторов с проточными трехмерными углеродными электродами; разработка технологических процессов и электролизеров для электроосаждения благородных, платиновых и цветных металлов из растворов переработки минерального и техногенного сырья, интенсификации окислительно-восстановительных процессов, в том числе с использованием ионообменных мембран;изучение физико-химических свойств ионообменных мембран и их изменения в процессах электролиза; электрохимическая модификация свойств углеродных волокнистых и наноуглеродных материалов, композиционные материалы на их основе. Разработанные В. К. Варенцовым технологии и новый класс электролизеров используются в отечественной и зарубежной промышленности (золотодобывающая, радиоэлектронная, ювелирная, кино-фотообрабатывающая). На его счету более 300 научных публикаций в научной печати, в том числе 34 авторских свидетельства и один патент сделанный коллективом.
Наряду с научной работой В. К. Варенцов уделяет внимание педагогической деятельности. На кафедре химии НГТУ он начал работать по совместительству в должности профессора, а в 1993 году возглавил её. Варенцов — член редколлегии журнала «Гальванотехника и обработка поверхности» (с 1992).
Под руководством В. К Варенцова подготовлено пять кандидатов наук. В течение ряда лет В. К Варенцов входил в состав «Научного совета по электрохимии и коррозии АН СССР», координационного совета «Рудное золото Сибири», "Редкие металлы Сибири".

## Награды
- Заслуженный изобретатель РСФСР (1985)[1]
- Медаль «За трудовое отличие».
- Две серебряные и бронзовая медаль ВДНХ СССР.
- Заслуженный ветеран СО АН СССР.
- Ударник десятой пятилетки.
- Заслуженный деятель науки и образования.
- Медаль им. В. И. Вернадского
- Диплом «Золотая кафедра России»